# Brian Jackson
Brian Ralph Jackson (Los Ángeles, California, 1 de febrero de 1959) es un exjugador de baloncesto estadounidense que desarrolló toda su carrera como profesional en clubes de Italia y España. En la liga ACB logró un total de 8651 puntos (22,1 por encuentro), lo que le convierte en el tercer máximo anotador de la historia de la competición y en uno de sus jugadores históricos.

## Biografía
Se formó como jugador en las filas de la Universidad de Utah donde jugó la temporada 1980/81. Fue elegido en la tercera posición de la segunda ronda del draft de la NBA de 1981 (26.ª posición global) por los Portland Trail Blazers.
En el verano de 1981 decide dar el salto a Europa y ficha por el Cotonificio de Badalona de la Primera División española. Tras una temporada en el club catalán se marcha a la LEGA italiana donde en las filas del Carrera Venecia se finaliza la temporada como máximo anotador de la competición.
En la temporada 1983/84 regresa a España firmando un contrato por el Real Madrid conjunto con el que disputa las dos primeras ediciones de la liga ACB. Con el club blanco se proclamó dos veces consecutivas campeón de liga, además de lograr una Copa del Rey y una Recopa de Europa.
Tras su exitosa etapa como madridista, vuelve a fichar por un equipo de la Serie A2 italiana, en este caso el Segafredo Gorizia donde juega durante la temporada 1985/86.
En la temporada 1986/87 regresa una vez más a España fichando por el Magia de Huesca, equipo en el que permanecería durante seis temporadas hasta que en la 1992/93 firma un contrato por el que a la postre sería su último equipo como profesional, el Caja San Fernando de Sevilla.

### Un histórico de la ACB
Durante su carrera en España, Jackson se convirtió por partida doble en histórico de la liga ACB al jugar más de 12.000 minutos y anotar más de 6000 puntos. En este último apartado estadístico, Jackson fue el primer jugador en la historia de la competición que consiguió superar dicha la barrera de los 6000 puntos anotados. En total acabó con 8.651 puntos anotados en 392 partidos (22,0 de media) y aún a día de hoy, a pesar de haber jugado en otras ligas además de la ACB, es el tercer máximo anotador de la historia del torneo tras Alberto Herreros (9759) y Jordi Villacampa (8989).